# Коняхин, Александр Андреевич
Алекса́ндр Андре́евич Коня́хин (23 августа (4 сентября) 1860 — 10 (23) апреля 1914) — русский общественный деятель и политик, член Государственной думы от Херсонской губернии. Землевладелец (50 десятин) и домовладелец (дом в Ананьеве).

## Биография
Происходил из купеческой семьи, личный дворянин. Родился 23 августа (4 сентября) 1860 года.
Окончил юридический факультет Московского университета (1886).
По окончании университета занялся сельским хозяйством и общественной деятельностью. Избирался гласным Ананьевского уездного земства (1886—1911) и почётным мировым судьёй (1886—1902), гласным Ананьевской городской думы и Ананьевским городским головой (1894—1911). Был редактором-издателем «Известий Ананьевского уездного земства». Состоял почетным смотрителем Ананьевской школы ремесленных учеников и почетным попечителем Ананьевской мужской гимназии. Дослужился до чина коллежского асессора. Был членом Союза 17 октября.
В 1907 году состоял выборщиком в III Государственную думу по Ананьевскому уезду Херсонской губернии от 1-го съезда городских избирателей. 20 сентября 1910 был избран в Думу на дополнительных выборах от 1-го съезда городских избирателей. Входил во фракцию октябристов. Состоял членом комиссий: по городским делам, о торговле и промышленностисти.
В 1912 году был переизбран в Государственную думу от Херсонской губернии. Входил во фракцию октябристов, после её раскола — в группу земцев-октябристов. Состоял членом комиссий: по городским делам и о путях сообщения.
Был женат. Умер 10 (23) апреля 1914 года. Похоронен в Ананьеве.